# Duygu Sipahioğlu
Fatma Duygu Sipahioğlu (Ankara, 31 d'octubre de 1979) és una jugadora de voleibol turca. Ha jugat per al Fenerbahçe, el Beşiktaş, el Trabzon İdmanocağı, Bolu Belediyespor (2014-15) i el Çanakkale Belediyespor, i també va ser membre de la selecció nacional de Turquia.